# Stella Bail
Stella Bail va ser una ciclista britànica. Va guanyar una medalla de plata a la primera edició dels Campionats del món femenins de persecució, al darrere de la soviètica Liubov Kótxetova.